# Ібрагім Хассан Маякі
Ібрагім Хассані Маякі (нар. 24 вересня 1951 р.) — нігерський політичний діяч і чиновник, прем'єр-міністр Нігеру з 27 листопада 1997 по 1 січня 2000 р.

## Життєпис
Його батьком був політик Амаду Маякі. Він закінчив Інститут національної адміністрації в Квебеку, а також Університет Париж I Пантеон-Сорбонна, де захистив докторську ступінь з управління. З 1978 р. читав лекції з адміністрації та управління в Нігері та Венесуелі. Він також працював у гірничій галузі протягом 10 років.
З 1996 р. він був міністром співпраці з Африкою, а потім міністром закордонних справ в уряді Амаду Сіссе. 27 листопада 1997 року він взяв на себе роль прем'єр-міністра. Після перевороту в квітні 1999 року, призначеного на посаду військового президента Дауди Малами Ванке, він тимчасово обіймав владу до проведення виборів.
Після закінчення повноважень з 2000 по 2004 рік був відвідуючим професором університету Париж-Суд. У 2000 році він заснував Cercle d'analyse des politiques publiques, аналітичний центр, що займався питаннями освіти. У 2004 році він став директором Платформи розвитку сільського господарства, що базується в Дакарі. У 2010 році він став менеджером економічної програми NEPAD в рамках Африканського Союзу. У 2016 році призначений Пан Гі Муном членом правління з питань харчування, а Ерік Солхайм — комітетом з розвитку Організації економічного співробітництва та розвитку.
З 1976 року одружений з Марлі Перез Марін. Він написав власну політичну автобіографію. Володіє англійською, французькою та іспанською мовами.